# Nobody Gets Me
«Nobody Gets Me» es una canción de la cantautora estadounidense SZA y el cuarto sencillo de su segundo álbum de estudio, SOS (2022). Fue enviada a la radio italiana el 6 de enero de 2023 y a la radio contemporánea estadounidense cuatro días después. La canción alcanzó el número 10 en el Billboard Hot 100, el Canadian Hot 100 y el Official New Zealand Music Chart.